# メスアカミドリシジミ
メスアカミドリシジミ（雌赤緑小灰蝶 Chrysozephyrus smaragdinus）は、チョウ目（鱗翅目）シジミチョウ科に属するチョウの一つ。

## 概要
ヒサマツミドリシジミ、アイノミドリシジミとの3種で、雄の翅表が金緑色に輝くメスアカミドリシジミ属（Chrysozephyrus属）を形成する。アイノミドリシジミは翅裏が茶褐色だが、本種は灰色である。
ブナ科から食性転換をしたらしく、日本産のミドリシジミ13種の中で唯一、ヒカンザクラ、ヤマザクラ、マメザクラなどのサクラ類を食樹とする。
成虫は7-8月ごろ発生し、卵で越冬する。幼虫は黄色がかり発見しやすい。

## 分布
日本では主要四島すべてに分布するが、西南日本では山地性である。
国外ではロシア極東部、サハリン、中国大陸中部から東北部、朝鮮半島。